# Woodridge (Illinois)
Pour les articles homonymes, voir Woodridge.
Woodridge est un village des comtés de Cook et de Will dans l'Illinois, aux États-Unis,. Il est incorporé le 26 octobre 1959.

## Démographie
Lors du recensement de 2010, le village comptait une population de 32 971 habitants. Elle est estimée, en 2016, à 33 476 habitants.